# Cork City F.C.
Cork City Football Club  (irsk: Cumann Peile Chathair Chorcaí) er en irsk fodboldklub baseret i Cork.

## Historie
<...>

## Titler
<...>

## Historiske slutplaceringer
| Sæson | Niveau | Liga             | Placering | Kilder |                           |
| ----- | ------ | ---------------- | --------- | ------ | ------------------------- |
| 2003  | 1.     | Premier Division | 3.        | [ 1 ]  |                           |
| 2004  | 1.     | Premier Division | 2.        | [ 2 ]  |                           |
| 2005  | 1.     | Premier Division | 1.        | [ 3 ]  |                           |
| 2006  | 1.     | Premier Division | 4.        | [ 4 ]  |                           |
| 2007  | 1.     | Premier Division | 4.        | [ 5 ]  |                           |
| 2008  | 1.     | Premier Division | 5.        | [ 6 ]  |                           |
| 2009  | 1.     | Premier Division | 3.        | [ 7 ]  | til First Division 2010   |
| 2010  | 2.     | First Division   | 6.        | [ 8 ]  |                           |
| 2011  | 2.     | First Division   | 1.        | [ 9 ]  | til Premier Division 2012 |
| 2012  | 1.     | Premier Division | 6.        | [ 10 ] |                           |
| 2013  | 1.     | Premier Division | 6.        | [ 11 ] |                           |
| 2014  | 1.     | Premier Division | 2.        | [ 12 ] |                           |
| 2015  | 1.     | Premier Division | 2.        | [ 13 ] |                           |
| 2016  | 1.     | Premier Division | 2.        | [ 14 ] |                           |
| 2017  | 1.     | Premier Division | 1.        | [ 15 ] |                           |
| 2018  | 1.     | Premier Division | 2.        | [ 16 ] |                           |
| 2019  | 1.     | Premier Division | 8.        | [ 17 ] |                           |
| 2020  | 1.     | Premier Division | 10. *     | [ 17 ] | Pandemin                  |
| 2021  | 2.     | First Division   | 6.        | [ 18 ] |                           |
| 2022  | 2.     | First Division   | .         | [ 19 ] |                           |

## Nuværende trup
Pr. 15. februar 2024.
| Nr. | Land       | Position | Spiller                               |
| --- | ---------- | -------- | ------------------------------------- |
| 1   | England    | MM       | Bradley Wade                          |
| 2   | Irland     | MI       | Harry Nevin                           |
| 3   | Irland     | FO       | John O'Donovan                        |
| 4   | Irland     | MI       | Cian Coleman (Anfører)                |
| 5   | Irland     | FO       | Charlie Lyons                         |
| 6   | Irland     | MI       | Greg Bolger                           |
| 7   | Holland    | MI       | Malik Dijksteel                       |
| 8   | Nordirland | MI       | Evan McLaughlin                       |
| 10  | Irland     | MI       | Barry Coffey                          |
| 11  | Irland     | AN       | Cian Bargary                          |
| 13  | England    | MM       | Aidan Dowling                         |
| 14  | Irland     | FO       | Conor Drinan                          |
| 15  | Wales      | MI       | Nathan Wood (Lånt fra Newport County) |

| Nr. | Land    | Position | Spiller                          |
| --- | ------- | -------- | -------------------------------- |
| 16  | Irland  | MI       | Sean Murray (Lånt fra Glentoran) |
| 17  | Irland  | FO       | Darragh Crowley                  |
| 18  | England | FO       | Niall Brookwell                  |
| 19  | Irland  | MI       | Jack Doherty                     |
| 20  | Irland  | MI       | Josh Fitzpatrick                 |
| 22  | Irland  | MI       | Cathal O'Sullivan                |
| 23  | Irland  | AN       | Jaden Umeh                       |
| 24  | Irland  | AN       | Cian Murphy                      |
| 26  | Irland  | MM       | Daniel Moynihan                  |
| 31  | Irland  | FO       | Sam Bailey                       |
| 32  | Irland  | MI       | Arran Healy                      |
| 35  | Irland  | MI       | Colin Henderson                  |